# Tremella tawa
Tremella tawa är en svampart som beskrevs av McNabb 1990. Tremella tawa ingår i släktet Tremella och familjen Tremellaceae.   Inga underarter finns listade i Catalogue of Life.